# 4ever (Slot)
4ever è il quarto album del gruppo musicale nu metal russo Slot. Il disco è stato realizzato il 19 settembre del 2009 e pubblicato dalla M2. Dall'album sono stati estratti due singoli: Alfa-Ромео + Beta-Джульетта (Alfa Romeo + Betta Joliette) e АнгелОК (My Angel). Per il brano АнгелОК è stato anche prodotto un video.
Nell'edizione speciale dell'album è presente un bonus CD con alcuni inediti e remix.

## Tracce
1. АнгелOK (My Angel) - 03:27
2. Flash Mob - 03:57
3. Небо (Sky) - 03:42
4. Человек-Паук (Čelovek-Pauk, Uomo ragno) - 03:30
5. Вампир (Vampire) - 03:50
6. Зеркала (Mirrors) - 03:34
7. Эмаль (Enamel) - 03:28
8. Альфа Ромео + Бета Джульетта (Alfa Romeo + Juliet Beta) - 03.50
9. Ля-Ля (La-La) - 03.03
10. Рот В Рот (Time to Go) - 03.15
11. Конец Света — Нет Интернета (End of the World — No Internet) - 03.23
12. Кукла Вуду (Voodoo Doll) - 04.08
13. Мир (World) - 04.00